# João Teves
João Teves – najmniejsze miasto w Republice Zielonego Przylądka położone w środkowej części wyspy Santiago.